# Arnhem Centraal vasútállomás
Arnhem Centraal vasútállomás Hollandiában, Arnhem városában.

## Vasútvonalak
Az állomást az alábbi vasútvonalak érintik:
- Amsterdam–Arnhem-vasútvonal
- Arnhem–Leeuwarden-vasútvonal
- Arnhem–Nijmegen-vasútvonal
- Oberhausen–Arnhem-vasútvonal

## Kapcsolódó állomások
A vasútállomáshoz az alábbi állomások vannak a legközelebb:
- Oosterbeek vasútállomás (Amsterdam Centraal, Amsterdam–Arnhem-vasútvonal)
- Arnhem Zuid vasútállomás (Nijmegen vasútállomás, Arnhem–Nijmegen-vasútvonal)
- Arnhem Velperpoort vasútállomás (Emmerich-Elten railway station, Leeuwarden vasútállomás, Amsterdam–Arnhem-vasútvonal, Arnhem–Leeuwarden-vasútvonal)
- Westervoort vasútállomás (Oberhausen Hauptbahnhof, Oberhausen–Arnhem-vasútvonal)
- Zevenaar vasútállomás (Düsseldorf Hauptbahnhof, Rhein-IJssel-Express)
- Utrecht Centraal (Amsterdam Centraal, ICE 78)
- Oberhausen Hauptbahnhof (Frankfurt Hauptbahnhof, ICE 78)